# Уницеф
Дечји фонд Уједињених нација (енгл. United Nations Children’s Fund), верб. скр. Уницеф (од енгл. UNICEF — акр. скр. УНИЦЕФ), је међународни фонд за децу и омладину, који се брине о квалитету њиховог животног стандарда. Финансира се у целости добровољним прилозима влада и фондација, као и фирми и грађана. Агенција је међу најраспрострањенијим и најпрепознатљивијим организацијама социјалне заштите у свету, са присуством у 192 земље и територије. Активности УНИЦЕФ-а укључују пружање имунизације и превенцију болести, спровођење лечења деце и мајки са ХИВ-ом, побољшање исхране деце и мајки, побољшање санитарних услова, промовисање образовања и пружање хитне помоћи као одговор на катастрофе.
Уницеф је основан 11. децембра 1946. године на Оснивачкој скупштини Уједињених народа. Исте године, Генерална скупштина Уједињених нација основала је УНИЦЕФ да даље институционализује послератну помоћ. Године 1950, његов мандат је проширен како би се бавио дугорочним потребама деце и жена, посебно у земљама у развоју. Иако је 1953. године име промењено у „Фонд уједињених народа за децу“ (United Nations Children's Fund), задржан је познати акроним. Првобитна идеја за оснивање фонда била је помоћ деци Европе након завршеног Другог светског рата. Уницефови задаци су се са временом мењали. Након Европе, Уницеф је усмерио помоћ на друге делове света, како би помогао деци у Африци, Азији и Јужној Америци. Уницефова помоћ је поновно усмерена на Европу и то на њен источни део након пада социјализма у том делу Европе.
УНИЦЕФ се у потпуности ослања на добровољне прилоге влада и приватних донатора. Његов укупан приход из 2020. био је 7,2 милијарде долара; од чега су партнери из јавног сектора допринели са 5,45 милијарди долара. Њиме управља 36-члани извршни одбор који утврђује политике, одобрава програме и надгледа административне и финансијске планове. Одбор се састоји од представника владе које бира Економски и социјални савет Уједињених нација, обично на трогодишњи мандат.
Уницефови програми наглашавају развој услуга на нивоу заједнице за промовисање здравља и добробити деце. Највећи део њеног рада је на терену, са мрежом која укључује 150 канцеларија у земљама, централама и другим објектима, и 34 „национална комитета“ који спроводе своју мисију кроз програме развијене са владама домаћинима. Седам регионалних канцеларија пружа техничку помоћ канцеларијама у земљама по потреби, док његово одељење за снабдевање — са седиштем у Копенхагену и Њујорку — помаже да се обезбеди преко 3 милијарде долара критичне помоћи и услуга.
У 2018. години, УНИЦЕФ је помогао у рођењу 27 милиона беба, дао петовалентне вакцине за око 65,5 милиона деце, обезбедио образовање за 12 милиона деце, лечио четири милиона деце са тешком акутном неухрањеношћу и одговорио на 285 хуманитарних хитних случајева у 90 земаља. УНИЦЕФ је добио признање за свој рад, укључујући Нобелову награду за мир 1965. године, Награду Индира Ганди 1989. и Награду принцезе од Астурије 2006. године. Током пандемије Ковида-19 2020. године УНИЦЕФ, заједно са Светском здравственом организацијом и другим агенцијама, објављено упутство о здравом родитељству.

## Историја

### Стварање
Већ у септембру 1943. пољски здравствени специјалиста Лудвик Рајхман је сугерисао у чланку објављеном у Слободном свету под насловом „Здравствена служба Уједињених нација — Зашто не?“ да здравствену службу треба уградити у будућу међународну организацију. Такође је предложио „порез на здравље“ који плаћају државе чланице.
На крају UNRRA, Рајцхман је предложио да се њена преостала средства искористе за програм исхране деце који су већ финансиле САД. Организација је основана резолуцијом 57(I) Генералне скупштине Уједињених нација 11. децембра 1946. и названа је Међународним дечијим фондом Уједињених нација (UNICEF). За њеног првог председавајућег, Рајхман је изабрао Мориса Патеа из Комисије за помоћ у Белгији да управља агенцијом и „да размишља о организовању акције, фонда за добробит деце, пре свега жртава рата“. Рајхман, као шеф специјалног подкомитета УН и уз подршку Ла Гвардија, Херберта Хувера и Мориса Патеа, представио је резолуцију Генералној скупштини. Од привремене агенције за хитну помоћ 1946. која је пружала храну и одећу деци и мајкама расељеним у Другом светском рату, агенција је 1953. године постала стална Организација УН, и проширила своје напоре ка општим програмима заштите деце.

## Управљање
UNICEF relies on country offices to help carry out its work through a unique program of cooperation developed with the host government. The programs seeks to develop practical strategies for fulfilling and protecting the rights of children and women. Regional offices guide this work and provide technical assistance to country offices as needed. Overall management and administration of the organization take place at its headquarters in New York City.

The office of the secretary of the executive board helps maintain an effective relationship between the executive board and the UNICEF secretariat, and organizes field visits by board members.

## Национални комитети Уницефа
У 34 земље постоје национални комитети, од којих је сваки основан као независна локална невладина организација. Њихова примарна функција је прикупљање средстава из приватног сектора, јер УНИЦЕФ у потпуности зависи од добровољних прилога. Национални комитети заједно чине око једну трећину годишњег прихода агенције, укључујући од корпорација, организација цивилног друштва, око шест милиона појединачних донатора широм света.

## Промоција и прикупљање средстава
У Сједињеним Државама, Непалу и неким другим земљама, УНИЦЕФ је познат по свом програму „Трик-или-посластица за УНИЦЕФ“ у којем деца прикупљају новац за УНИЦЕФ из кућа у којима у Ноћи вештица коринђају, понекад уместо слаткиша. Програм је прекинут у Канади 2006. године.
УНИЦЕФ је присутан у 191 земљи и територији широм света, али није укључен у девет других (Бахами, Брунеј, Кипар, Летонија, Лихтенштајн, Малта, Маурицијус, Монако, Сингапур и Тајван).
Многи људи у развијеним земљама први пут чују за рад УНИЦЕФ-а кроз активности једног од 36 националних комитета УНИЦЕФ-а. Ове невладине организације (НВО) су првенствено одговорне за прикупљање средстава, продају УНИЦЕФ-ових честитки и производа, стварање приватних и јавних партнерстава, залагање за права детета и пружање друге подршке. САД фонд за УНИЦЕФ је најстарији национални комитет, основан 1947. године.
Велика војвоткиња Марија Тереза од Луксембурга је 19. априла 2007. именована за еминентног адвоката УНИЦЕФ-а за децу, у којој је улози посетила Бразил (2007), Кину (2008), и Бурунди (2009).
Британски малопродајни ланац Теско је 2009. године користио слоган „Ситнина за Бога” као рекламу, који је заштићен од стране УНИЦЕФ-а за добротворне сврхе, али не и за комерцијалну или малопродајну употребу. Ово је навело агенцију да изјави: „први пут у историји Уницефа да је неко комерцијално лице намерно кренуло да капитализује једну од наших кампања и након тога оштети ток прихода од којег зависи неколико наших програма за децу“. Затим су позвали јавност „којој је добробит деце на срцу, да пажљиво размотре кога подржавају када врше потрошачке изборе“. Тај слоган такође подржава аустралијска авио-компанија Кантас, ослањајући се на путнике да прикупљају средства преко дате коверте од 1991. године, и прикупила је преко 36 милиона долара, са преко 19.500 kg новчића сваке године. Људи који често лете такође могу да користе своје миље за донације. Норман Гилеспи, извршни директор УНИЦЕФ-а у Аустралији, рекао је „Ако би нам сваки путник Кантаса који путује у земљи дао само неколико својих заборављених новчића сваки пут када путују, то би мало променило њихов дан, али би учинило огромну разлику у спасавању живота деце“.

## Награде
- Нобелова награда за мир (1965)